# 毛泽东最后的革命
《毛泽东最后的革命》（英語：Mao's Last Revolution），马若德和沈迈克著文化大革命通史著作，2006年出版。中译本于2009年出版。

## 评价
- 沈迈克自评：“这本书将是既有叙述方式下第一本，也是最后一本文革通史”。“我希望十年后人们再写文革，将采用全新叙述方式，能以完全不同的视角为主线，穿起文革期间发生的诸多事件。这才是有震撼力的贡献。如若十年之后的著作还不能突破我们这种叙述方式，即便再有新材料出现，也只能给我们做脚注！”[1]
- 唐少杰：“此书的翔实在于它既涵盖了文革历史的整个过程，又囊获了文革的各个阶段，还更加具体地凸现出毛泽东对文革的独特作用这一条主线。”[2]
- 董国强：“该书能以传统的体裁赢得广泛的赞誉，实有赖于其内容的丰富和麦氏们天才的叙事技巧。”[3]
- 钟延麟：“本书主要有四方面的特色：一、对文革主事者涉入运动与所负责任的直言不讳；二、对文革作不限单一层次、面向的介绍；三、对文革相关事件中存有争论、歧异部分之平衡处理；四、使用资料的丰沛与多元。”[4]
- 阎长贵：“这本书从内容讲，客观、全面、系统地用丰富翔实的史料生动深刻地揭示了文化大革命的荒唐性、疯狂性、残暴性和残酷性。迄今为止，它是我读到的一部最全面、最系统的文革史。”“填补了一些文革研究的空白”。阎长贵写了《〈毛泽东最后的革命〉一书一些具体史实问题》，准备转给作者参考。[5]
- 徐海亮：“他们的这部巨著为中国当代史研究，为世界了解中国做出了巨大的贡献。”“在目前我所见到的文革通史中，此书是比较全面和客观的一部著作。”“作者在收集、涉猎基础资料方面付出了惊人的努力”。[6]
- 欧阳龙门：“本书对于文化大革命的描述在形式上的严谨、内容上的客观都超过了先前的几部文革史。”[7]
- 启之：“此书的译文堪称一流。”但有误译、误植之处。[8]
- 何亮亮：“是西方学者研究文革非常重要的一部著作，在国际上也很有影响”，“把文革作为中国历史的一部分，而不是简单的去肯定或者是否定文化大革命。”[9]
- 范世涛：“可以预计，在相当一段时间里，该书将是文革史研究者案头的基本参考书。”“一再援引李志绥的著作，而没有注意负面的批评，造成不少问题。”[10]
- 何蜀认为，本书涉及群众造反运动的篇幅不够，对“一打三反”的论述有偏颇，把庐山会议上的斗争称为“争宠”是“把严峻的政治问题庸俗化”，此外还有一些表述不准确之处。[11]
- 顾训中提出本书关于上海文革的几个史实问题。[12]卜伟华提出了本书的几十个问题。[13]
- 老田：本书想“要证明一个人控制一个全国性的运动”，“最后，作者不得不在承认在自己‘一无所知’的情况下编造一些惊人的说法”。[14]
- 《卫报》记者汤姆·菲利普斯：文化大革命歷史的开创性著作。[15]
- 《经济观察报》报道称，《毛泽东最后的革命》常与《文化大革命的起源》三卷合称“文化大革命四部曲”。[16]